# Snoopy in Space
Snoopy in Space (Snoopy el astronauta en Hispanoamérica y Snoopy en el espacio en España) es una serie de televisión web animada con flash canadiense-estadounidense inspirada en la tira cómica Peanuts de Charles M. Schulz. Producida por DHX Media, la serie se estrenó el 1 de noviembre de 2019 en Apple TV+.

## Reparto
- Terry McGurrin como Snoopy
- Robert Tinkler como Woodstock
- Ethan Pugiotto como Charlie Brown
- Hattie Kragten como Sally Brown
- Cristiano Dal Dosso como Franklin
- Isabella Leo como Lucy van Pelt
- Wyatt Blanco como Linus van Pelt
- Holly Gorski como Marcie
- Isis Moore como Peppermint Patty
- Milo Toriel-McGibbon como Rerun van Pelt
- Nicole Byer como CARA
- Julie Lemieux, Sean Cullen y David Berni como Bird Buds

## Producción
En diciembre de 2018, DHX Media anunció que estaría produciendo nuevo material de Peanuts para el servicio de transmisión sin nombre de Apple, comenzando con el Snoopy in Space animado. Meses antes, Peanuts Worldwide anunció una asociación con la NASA para promover el CTIM a los estudiantes a través de nuevos contenidos.
El personaje de Snoopy tenía una historia con la agencia espacial que se remonta a la misión Apolo 10. En el período previo al lanzamiento del programa, Apple TV comenzó a transmitir un documental de Morgan Neville titulado Peanuts in Space: Secrets of Apollo 10. Protagonizada por Ron Howard y Jeff Goldblum, el corto fue lanzado en mayo de 2019. A través de la asociación de la NASA, la serie utiliza imágenes de acción en vivo de los archivos de la NASA.
Snoopy in Space debutó junto con el lanzamiento de Apple TV+ el 1 de noviembre de 2019. DHX lanzó la banda sonora del programa para ser escuchada en Apple Music el mismo día.
La serie fue la última de DHX que se produjo bajo el nombre de DHX Media, antes de que el estudio cambiara su nombre a WildBrain para construir sobre su red multicanal del mismo nombre, que posteriormente se renombró como WildBrain Spark.

## Promoción
El 17 de julio de 2019 se lanzó un avance de la serie. El tráiler completo se lanzó el 27 de septiembre de 2019.
Como parte de la asociación general de la NASA con Peanuts Worldwide, McDonald's Happy Meals presentó juguetes y libros de temática espacial Snoopy durante el verano de 2019. Un globo de personaje de astronauta Snoopy también voló en el Desfile del Día de Acción de Gracias de Macy's 2019. Space Foundation comenzó a recibir lecciones de CTIM antes del lanzamiento de la serie. Las Apple Store lanzaron Snoopy en eventos temáticos espaciales junto con el debut de la serie.

## Recepción
En una crítica positiva para Common Sense Media, Mandie Caroll elogió el manejo del programa de los aspectos educativos, aunque advirtió que los fanáticos mayores podrían perderse las situaciones "sombrías" de las historias tradicionales de Peanuts. Joel Keller de Decider sintió que faltaban los aspectos más profundos de Peanuts, pero aun así recomendó la serie a los fanáticos de Snoopy y la exploración espacial. Lory Gil de iMore también notó la falta de mordida en comparación con los especiales especiales anteriores de Peanuts, aunque sintió que todavía ofrecía una buena actualización para el público moderno.